# ميدالية الجبهة الشرقية
ميدالية الجبهة الشرقية (بالألمانية: Winterschlacht Im Osten - ميدالية المعركة الشتوية في الشرق) وتعرف اختصارا باسم ميدالية الشرق (بالألمانية: Ostmedaille) وسام عسكري أُنشئ أول مرة في 26 مايو 1942 لتكريم المشاركين على الجبهة الشرقية الألمانية أثناء الحرب العالمية الثانية وتخليدا للصعوبات التي لاقاها الجنود الألمان وقوات دول المحور سواء في الظروف القتالية أو غير القتالية خلال الشتاء الروسي قارس البرودة فيما بين عامي 1941 و1942، وسُمّيت هذه الميدالية تهكما باسم ميدالية اللحم المجمّد (بالألمانية: Gefrierfleischorden - غفرايرفلايتشوردن) من قِبل أفراد الهير (الجيش) واللوفتفافه (القوات الجوية) والوحدة الوقائية الذين مُنحوا هذه الميدالية.

## حاصلون عليها
- لودفيغ باوير
- لوثر ريندوليتش